# Orectoderus cockerelli
Orectoderus cockerelli är en insektsart som beskrevs av Knight 1968. Orectoderus cockerelli ingår i släktet Orectoderus och familjen ängsskinnbaggar. Inga underarter finns listade i Catalogue of Life.